# Tau Ceti (computerspel)
Tau Ceti is een computerspel dat in 1985 door CRL uitgebracht werd voor de ZX Spectrum homecomputer en vervolgens geporteerd werd naar de Amstrad CPC, Amstrad PCW, Atari ST, Commodore 64 en MS-DOS. De wereld, gesitueerd op Tau Ceti III in een baan om Tau Ceti, wordt weergegeven met behulp van 3D-graphics met schaduweffecten. De planeet heeft een dag- en nachtcyclus. In 1986 werd een vervolg uitgebracht genaamd Academy.

## Verhaal
De mensheid heeft zich verspreid en nabijgelegen sterrenstelsels gekoloniseerd, maar een plaag in 2150 leidde ertoe dat de kolonies werden verlaten en aan hun geautomatiseerde robotische onderhoudssystemen werden overgelaten. Hoewel verschillende van deze kolonies succesvol opnieuw zijn bewoond, is er geen contact meer met de kolonie op de planeet Tau Ceti III sinds een meteoor op de planeet is ingeslagen. Een missie die in 2164 naar Tau Ceti III werd gestuurd, landde op de planeet, maar zond een mayday-bericht uit en daarna niets meer. Deskundigen besloten dat de robots van de planeet op hol geslagen waren als gevolg van de meteorietinslag. De enige kans, zo werd besloten, om de verdedigingssystemen succesvol uit te schakelen zonder de steden die er al waren te vernietigen, is om een enkele piloot in een gepantserde Gal-Corp-skimmer naar het oppervlak van de planeet te sturen met de taak om de centrale reactor in de hoofdstad van Tau Ceti III, Centralis, uit te schakelen.

## Verloop van het spel
De planeet Tau Ceti III bestaat uit verschillende steden die zelf bestaan uit groepen van gebouwen die verdedigd worden door lasertorens en patrouillerende gerobotiseerde Hunter-schepen. De skimmer van de speler kan aanmeren bij een aantal van deze gebouwen om brandstof bij te tanken, belangrijke informatie te vinden en onderdelen te vergaren die nodig zijn om de centrale reactor uit te schakelen.
De spelwereld wordt getoond in een 3D-weergave vanaf de skimmer. Er worden ook eenvoudige schaduwen gebruikt om de dag- en nachtcyclus van Tau Ceti III te simuleren. Deze dagen zijn veel korter dan die van de aarde.
De steden van Tau Ceti III zijn extreem vijandige plaatsen. Ze variëren echter sterk in hun verdedigingen, sommige steden beschikken alleen over een mijnenveld, andere steden zoals Centralis worden intensief verdedigd. Om zichzelf te beschermen tegen de robotverdedigingen, is de skimmer uitgerust met lasers, raketten en AMM's (om raketten te vernietigen die door robotjagers worden afgevuurd). De skimmer heeft ook een schild, hoewel de kracht ervan beperkt is. Wanneer het schild ernstig uitgeput is, zal de skimmer schade oplopen en zullen sommige van zijn systemen falen. Ze kunnen worden gerepareerd in elk bevoorradingscentrum.
De skimmer heeft een kompas om te helpen bij de navigatie en een scanner om gebouwen of Hunters te detecteren die niet in zijn zichtveld of op grote afstand zijn. Om ook tijdens de duisternis op Tau Ceti III te kunnen functioneren, heeft de skimmer een infraroodweergavemodus.
Hoewel Tau Ceti voornamelijk een actiespel is, heeft het enkele tekstinvoersecties wanneer de skimmer aanmeert of landt op het oppervlak van de planeet. Wanneer dit gebeurt, kan de speler met de skimmer communiceren met behulp van eenvoudige commando's zoals "HELP", "STATUS" of "SCORE" om toegang te krijgen tot spelinformatie. Als hij aan een gebouw is gekoppeld, zal "LOOK" een afbeelding van de binnenkant van het gebouw weergeven en "EQUIP" zal toegang geven tot alles wat nuttig is in dat gebouw.
Zoals bij sommige andere Cooke-spellen, heeft het spel ook een ingebouwd notitiesysteem (toegankelijk via het commando "PAD") om notities te maken zonder pen en papier te gebruiken.
Om de centrale reactor uit te schakelen, wat het hoofddoel van het spel is, moet de speler eerst de veertig stukken van de reactorkoelstaven vinden en deze in twintig complete staven assembleren zodat ze vervolgens in de reactor kunnen geplaatst worden om deze uit te schakelen. De staven worden geassembleerd door het commando "RODS" te gebruiken, dat een scherm weergeeft met gevonden staafstukken die vervolgens kunnen worden geassembleerd op een manier die lijkt op een eenvoudige legpuzzel.

## Platforms
| Jaar | Platform                            |
| ---- | ----------------------------------- |
| 1985 | ZX Spectrum                         |
| 1986 | Amstrad CPC, Atari ST, Commodore 64 |
| 1987 | Amstrad PCW, DOS                    |

## Ontvangst
De reactie van de vakpers was erg positief. CRASH, een Spectrum-computerspeltijdschrift, vatte Tau Ceti in 1985 samen als "een uitstekend spel, dat verschillende elementen combineert met verbluffende graphics" en gaf het een algemene beoordeling van 94%. Een ander Spectrum-tijdschrift, Sinclair User, gaf het een 5-sterrenbeoordeling.